# Zug der Erinnerung

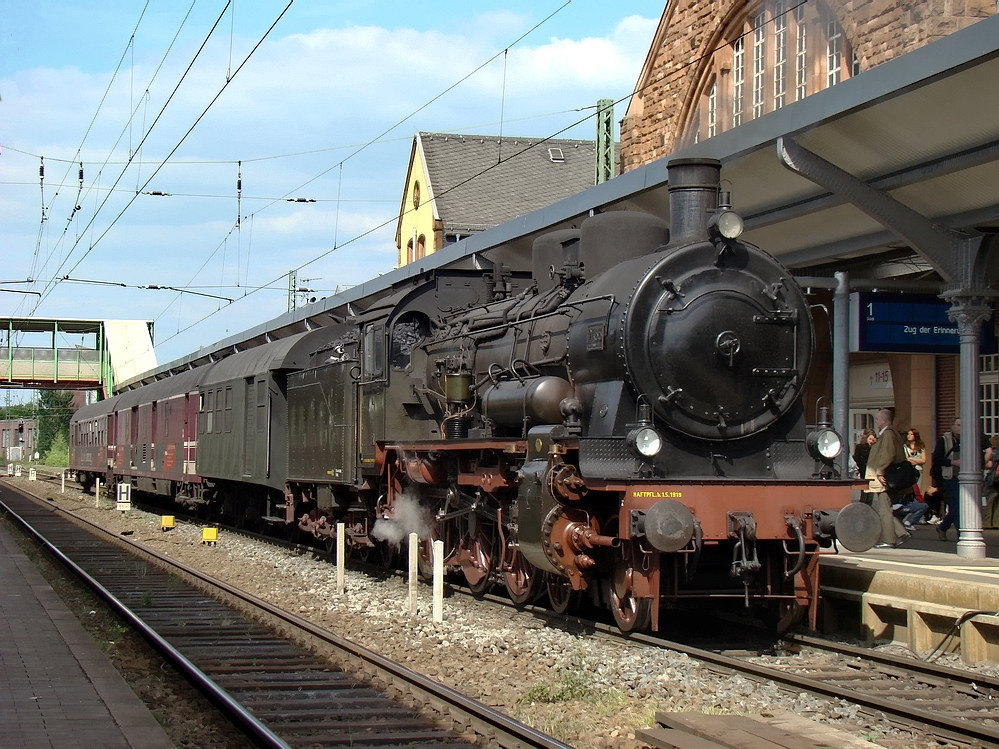
Die P8 2455 Posen mit dem Zug der Erinnerung in Gießen

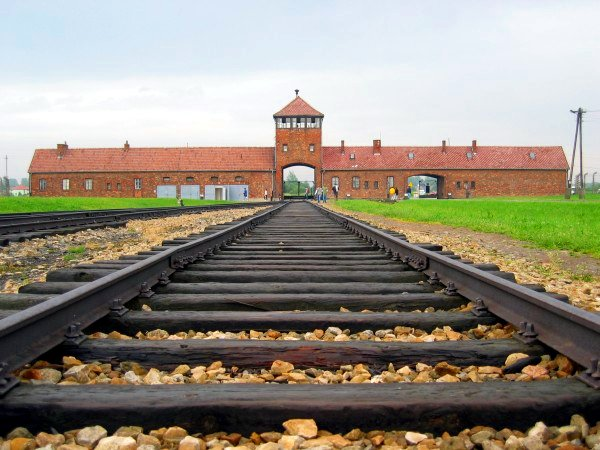
Im KZ Auschwitz-Birkenau endete die Ausstellung am 8. Mai 2008

Der Zug der Erinnerung war eine „rollende Ausstellung“ in Deutschland und Polen, die von 2007 bis 2013 an die Deportation von mehreren hunderttausend Kindern aus Deutschland und dem übrigen Europa auf dem Schienennetz, mit der Deutschen Reichsbahn in die nationalsozialistischen Konzentrations- und Vernichtungslager erinnert. Der Fokus auf eine Gruppe von Opfern soll die junge Generation dazu bringen, sich mit den Opfern der Shoa innerlich zu identifizieren.
Nach sechs Monaten quer durch Deutschland erreichte der Zug am 8. Mai 2008 Oświęcim in Polen, den Ort der Auschwitz-KZs. 80 Schüler begleiteten den Zug vom letzten deutschen Bahnhof bis nach Auschwitz. Der Zug hatte in 63 Bahnhöfen an die Deportation der Kinder erinnert und war von über 240.000 Personen besichtigt worden. Aufgrund der starken Resonanz wurde die Fahrt anschließend fortgesetzt. Insgesamt haben 420.000 Menschen die Ausstellung besucht.

## Geschichte

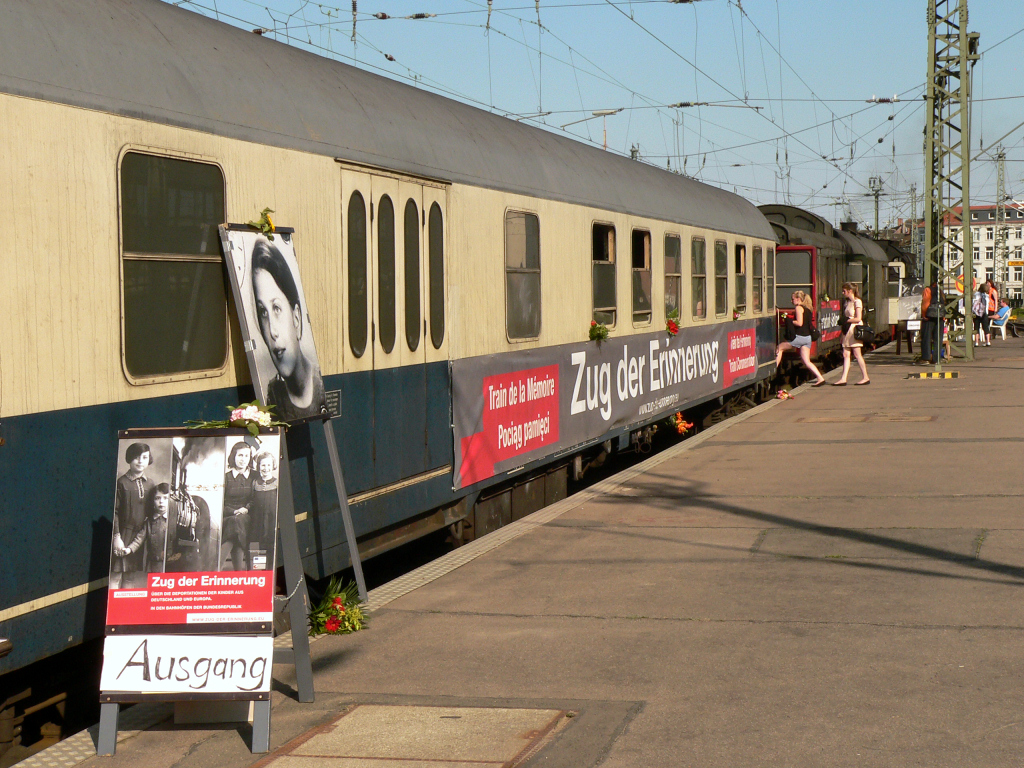
Der Zug in Hannover, 2013

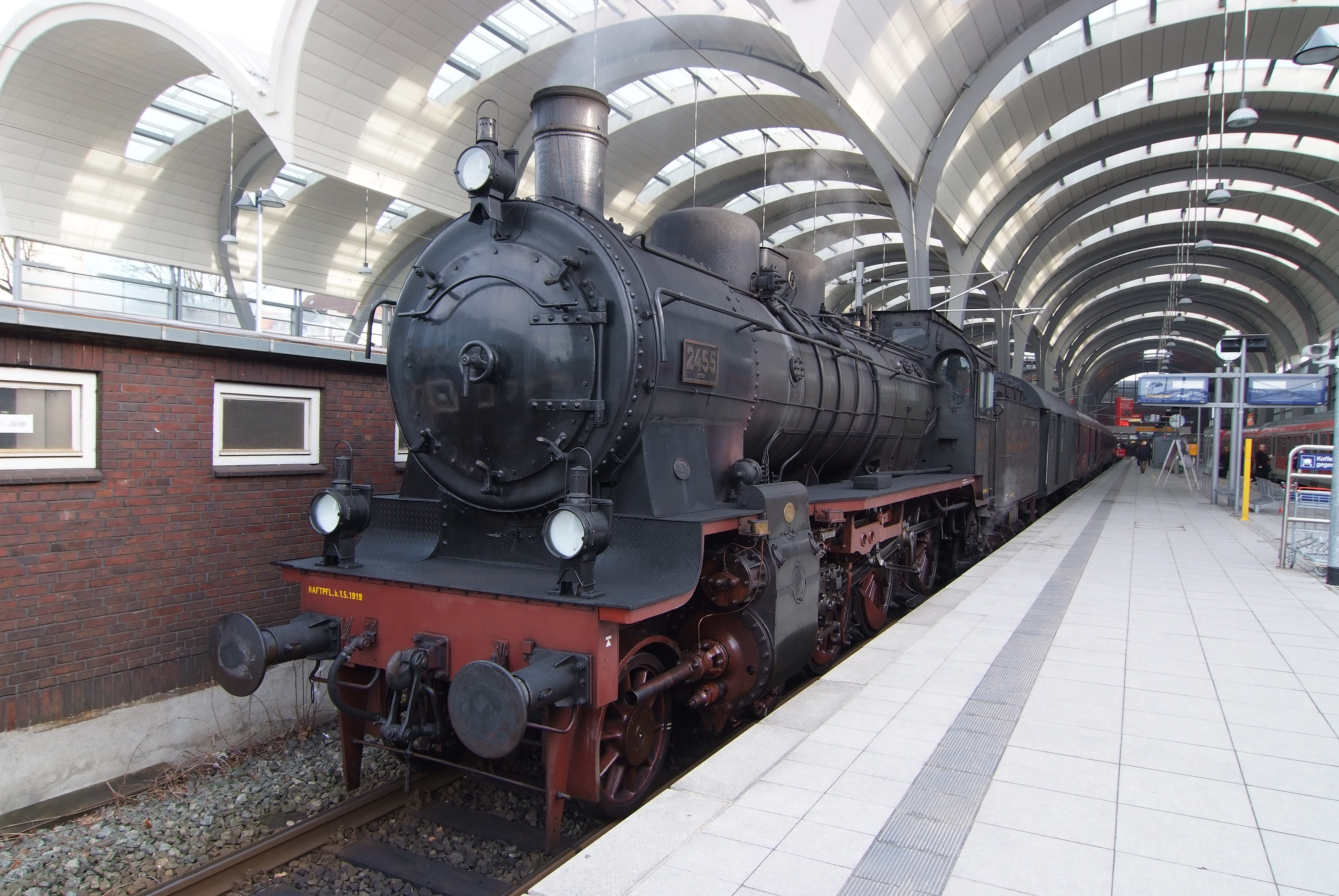
Diese im Eisenbahnmuseum Dieringhausen beheimatete Dampflokomotive vom Typ P 8 zog den Zug

Der gemeinnützige Verein Zug der Erinnerung wurde im Juni 2007 gegründet. Am 20. August 2007 erläuterte er in einem Schreiben an Bundesverkehrsminister Wolfgang Tiefensee das Konzept der Ausstellung und kündigte deren Beginn für November an. Mit gleichem Schreiben bat der Verein um eine Übernahme der Kosten für die technische Bereitstellung des Zuges (Lokomotive und mehrere Wagen).
Die Fahrt des Zuges begann am 8. November 2007 in Frankfurt am Main. Der Zug, bestehend aus zwei Ausstellungswagen und einer wechselnden Zahl von Begleitwagen, wurde von einer preußischen Dampflokomotive 58 311 der Ulmer Eisenbahnfreunde gezogen. Von Kassel bis Gotha zog die Lok 50 3552 der Museumseisenbahn Hanau den Zug, wo er dann von der P8 2455 Posen übernommen wurde. Der polnische Teil der Strecke von Görlitz nach Oświęcim wurde von der Polnischen Staatsbahn PKP gefahren. Der Zug fuhr fast nur Städte und Bahnhöfe an, die bei der Deportation von Juden aus Deutschland durch die Gestapo und die Reichsbahn eine Rolle gespielt hatten.
Von Frankfurt fuhr der Zug unter anderem nach Darmstadt, Mannheim, Karlsruhe, Ettlingen, Vaihingen, Stuttgart, Tübingen, Saarbrücken, Fulda, Göttingen, Hannover, Braunschweig, Halle (Saale), Bernburg, Gotha, Erfurt, Weimar, Leipzig und Dresden. Nach dem Grenzbahnhof Görlitz (Sachsen) fuhr der Zug bis zur Gedenkstätte Auschwitz. Die Gedenkstätte wurde am 8. Mai 2008, dem weltweit begangenen Jahrestag der Befreiung vom Nationalsozialismus und dem Sieg über das NS-Regime am Ende des Zweiten Weltkrieges in Europa in Oświęcim (Auschwitz), erreicht.
Der Museumszug folgte keinem einzelnen historischen Streckenverlauf. Nach einer Gedenkfeier in Auschwitz und der Niederlegung der Dokumente, Fotos und Briefe kehrte der Zug der Erinnerung nach Deutschland zurück. Stationen des Rückwegs waren Chemnitz (14. Mai 2008), Mittweida, Eisenach, Marburg, Gießen und Gütersloh.
Seit März 2009 war der Zug wieder unterwegs. Die Stationen waren Bonn, Koblenz, Mainz, Worms, Ludwigshafen am Rhein, Speyer, Baden-Baden, Offenburg, Freiburg, Konstanz, Biberach an der Riß, Laupheim, Ulm, Augsburg, Markt Kaufering, München, Regensburg, Nürnberg, Hersbruck, Fürth, Erlangen, Würzburg, Aschaffenburg, Offenbach am Main und Wiesbaden. Im Herbst 2009 machte der Zug in Zweibrücken, Pirmasens, Saarbrücken, Delmenhorst, Oldenburg (Oldenburg), Wilhelmshaven, Vechta, Soltau, Walsrode, Schwarmstedt, Hannover, Lehrte, Magdeburg, Blankenburg, Dessau, Wittenberg, Cottbus, Frankfurt (Oder), Guben und Eisenhüttenstadt Station.

## Die Ausstellung im Zug

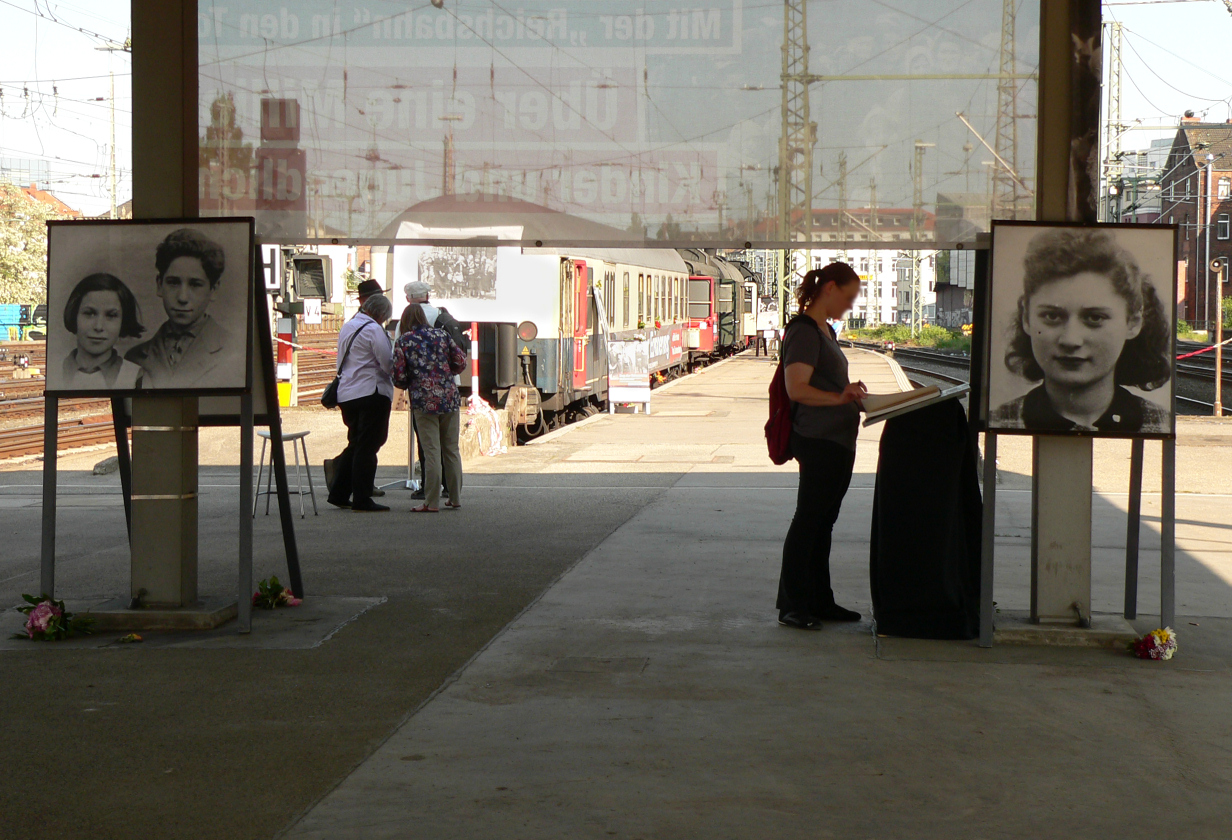
Zugausstellung auf einem Gleis des Hauptbahnhofs Hannover, 2013

Der Zug der Erinnerung bestand aus mehreren Personenwagen, in denen versucht wurde, die Geschichte der europäischen Deportationen durch die Erforschung und Präsentation einzelner Biografien mitfühlbar zu machen. Gezeigt wurden in den Fahrzeugen auf Bildern auch die Zustellung der Deportationsbescheide, das Herrichten und Verlassen der Wohnungen (Räumung), der letzte Weg mitten durch den Wohnort zu den Sammellagern und zu den wartenden Zügen. In einem eigenen Ausstellungsbereich wurden mehrere Täter der unterschiedlichen Funktionsebenen vorgestellt. Menschen aus dem Reichsverkehrsministerium, Logistikplaner der Reichsbahn (zum Lauf und der Kostenabrechnung der Sonderzüge), SS-Angehörige.

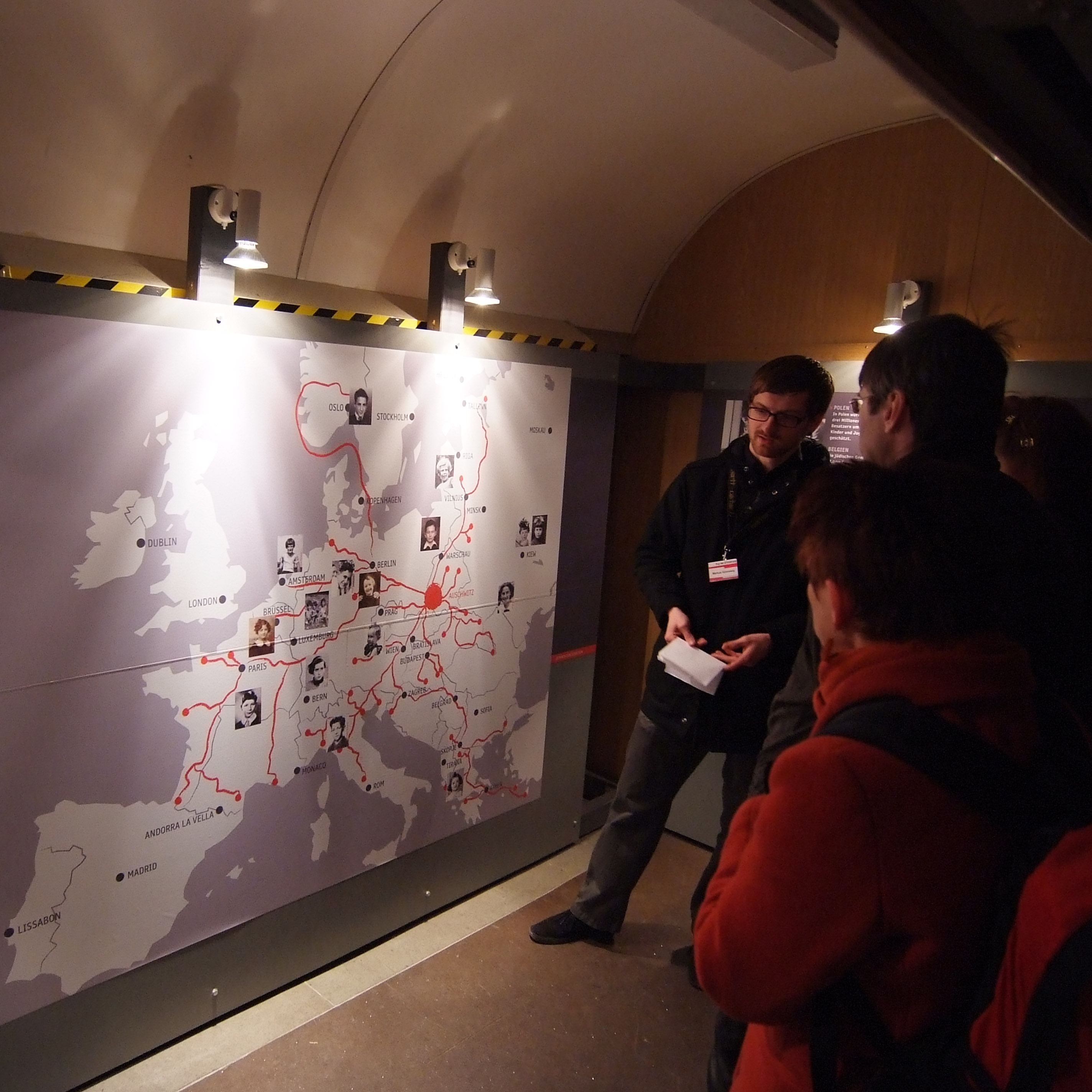
Ausstellung im Zug, Karte mit den Deportationszügen

Vorgesehen war von Beginn an auch eine Beteiligung des Publikums an den Stationen, zum Beispiel durch Schulklassen. Am Ende des zweiten Wagens gab es noch leere, durch die örtliche Recherche von Schulen und anderen Organisationen zu füllende Tafeln für Fotos und Biografien einzelner Kinder aus den Gemeinden und Städten entlang der Fahrstrecke. Das Konzept der Initiatoren schien sich durch das rege Interesse von Besuchenden zu bestätigen und machte mehrmals Fahrtverlängerungen um mehrere tausend Kilometer und viele Haltebahnhöfe notwendig.
Es gab im Zug eine Recherche-Einheit, bei der Computer und Handbibliothek den Anfang einer Spurensuche ermöglichten. Die Handbibliothek wurde jeweils vor Ort ergänzt. Schülern vermittelte die Initiative dazu auch das Wissen, wie historische Projektarbeit gelingen kann. Der Verein bat ausdrücklich um die Mithilfe bei der Suche nach weiteren Informationen über Kinder, deren Schicksal in der Öffentlichkeit bis heute noch unbekannt geblieben ist. Als Ausgangspunkt für Recherchen gab es Listen mit Namen und Geburtsdaten von Kindern und Jugendlichen pro Ort, die aus dem Gedenkbuch „Opfer der Verfolgung“, einer Datenbank des Bundesarchivs Koblenz, zusammengestellt worden sind. Der Verein Zug der Erinnerung konnte bisher 12.089 deutsche Kinder und Jugendliche identifizieren (Stand: November 2007). Damit folgte Deutschland dem Vorbild der französischen Organisationen und Forscher, denen es gelungen war, den meisten deportierten Kindern wieder zu ihrem Namen, ihren Personalien und oft auch zu einem Foto – dem eigenen Gesicht – zu helfen. Das mehrbändige Gedenkbuch, herausgegeben von Serge Klarsfeld, ist in Europa in diesem Umfang bisher einmalig.
Im Jahr 2013 wurde die Ausstellung überarbeitet und mit mehreren Stationen in Deutschland wieder auf Schiene gebracht. Der Aufstand im Vernichtungslager Sobibór sowie die Deportationen aus dem niederländischen Durchgangslager Westerbork rückten in den Mittelpunkt der Darstellung.
Derzeit liegt ein Fokus der Ausstellung auf die Deportation der Juden aus Thessalonike.
| \| \| 27. Januar 2007 \| Würzburg/Schweinfurt \| Würzburg/Schweinfurt \| \| \| 8. November 2007 \| Frankfurt am Main \| Frankfurt am Main \| \| \| 9. November 2007 \| Frankfurt-Mainkai \| Frankfurt-Mainkai \| \| \| 9.–13. November 2007 \| Darmstadt \| Darmstadt \| \| \| 14.–17. November 2007 \| Mannheim \| Mannheim \| \| \| 18.–20. November 2007 \| Karlsruhe \| Karlsruhe \| \| \| 21. November 2007 \| Ettlingen \| Ettlingen \| \| \| 22. November 2007 \| Vaihingen an der Enz \| Vaihingen an der Enz \| \| \| 22.–24. November 2007 \| Stuttgart \| Stuttgart \| \| \| 25.–27. November 2007 \| Tübingen \| Tübingen \| \| \| 29. November 2007 \| Mühlacker \| Mühlacker \| \| \| 3.–4. Dezember 2007 \| Kaiserslautern \| Kaiserslautern \| \| \| 5.–8. Dezember 2007 \| Saarbrücken \| Saarbrücken \| \| \| 9.–11. Dezember 2007 \| Fulda \| Fulda \| \| \| 12. Dezember 2007 \| Hann. Münden \| Hann. Münden \| \| \| 13.–16. Dezember 2007 \| Göttingen \| Göttingen \| \| \| 17.–18. Dezember 2007 \| Kassel \| Kassel \| \| \| 7.–11. Januar 2008 \| Hannover \| Hannover \| \| \| 12.–13. Januar 2008 \| Lehrte \| Lehrte \| \| \| 14.–15. Januar 2008 \| Braunschweig (1) \| Braunschweig (1) \| \| \| 16. und 18.–19. Januar 2008 \| Halle (Saale) \| Halle (Saale) \| \| \| 17. Januar 2008 \| Bernburg \| Bernburg \| \| \| 20.–22. Januar 2008 \| Gotha \| Gotha \| \| \| 23.–25. Januar 2008 \| Erfurt \| Erfurt \| \| \| 26.–28. Januar 2008 \| Weimar \| Weimar \| \| \| 28. Januar 2008 \| Apolda \| Apolda \| \| \| 29.–31. Januar 2008 \| Leipzig \| Leipzig \| \| \| 1.–3. Februar 2008 \| Braunschweig (2) \| Braunschweig (2) \| \| \| 5.–6. Februar 2008 \| Hildesheim \| Hildesheim \| \| \| 7.–9. Februar 2008 \| Osnabrück \| Osnabrück \| \| \| 10.–13. Februar 2008 \| Dortmund \| Dortmund \| \| \| 14.–16. Februar 2008 \| Bochum \| Bochum \| \| \| 17.–18. Februar 2008 \| Gelsenkirchen \| Gelsenkirchen \| \| \| 19.–21. Februar 2008 \| Duisburg \| Duisburg \| \| \| 22.–23. Februar 2008 \| Essen \| Essen \| \| \| 24.–25. Februar 2008 \| Hagen \| Hagen \| \| \| 26.–28. Februar 2008 \| Wuppertal \| Wuppertal \| \| \| 29. Februar–1. März 2008 \| Leverkusen-Opladen \| Leverkusen-Opladen \| \| \| 2.–4. März 2008 \| Aachen \| Aachen \| \| \| 5.–6. März 2008 \| Siegen \| Siegen \| \| \| 7.–8. März 2008 \| Wiehl \| Wiehl \| \| \| 9.–12. März 2008 \| Düsseldorf \| Düsseldorf \| \| \| 13.–15. März 2008 \| Köln \| Köln \| \| \| 24. März 2008 \| Hamburg Hauptbahnhof \| Hamburg Hauptbahnhof \| \| \| 25.–29. März 2008 \| Hamburg-Altona \| Hamburg-Altona \| \| \| 30.–31. März 2008 \| Lüneburg \| Lüneburg \| \| \| 1. April 2008 \| Bremen \| Bremen \| \| \| 2.–3. April 2008 \| Nordenham \| Nordenham \| \| \| 4.–5. April 2008 \| Cuxhaven \| Cuxhaven \| \| \| 6. April 2008 \| Rotenburg (Wümme) \| Rotenburg (Wümme) \| \| \| 7.–9. April 2008 \| Kiel \| Kiel \| \| \| 10.–11. April 2008 \| Rathenow \| Rathenow \| \| \| 13.–14. April 2008 \| Berlin-Ostbahnhof \| Berlin-Ostbahnhof \| \| \| 15.–16. April 2008 \| Berlin-Lichtenberg \| Berlin-Lichtenberg \| \| \| 17.–18. April 2008 \| Berlin-Schöneweide \| Berlin-Schöneweide \| \| \| 19.–20. April 2008 \| Berlin-Westhafen \| Berlin-Westhafen \| \| \| 21.–22. April 2008 \| Berlin-Grunewald \| Berlin-Grunewald \| \| \| 23.–24. April 2008 \| Brandenburg an der Havel \| Brandenburg an der Havel \| \| \| 25.–26. April 2008 \| Potsdam \| Potsdam \| \| \| 27. April 2008 \| Cottbus \| Cottbus \| \| \| 28. April–1. Mai 2008 \| Dresden \| Dresden \| \| \| 2.–3. Mai 2008 \| Bautzen \| Bautzen \| \| \| 4.–6. Mai 2008 \| Görlitz \| Görlitz \| \| \| 7. Mai 2008 \| Zgorzelec (Görlitz) \| Zgorzelec (Görlitz) \| \| \| 7. Mai 2008 \| Wrocław (Breslau) \| Wrocław (Breslau) \| \| \| 8.–9. Mai 2008 \| Auschwitz \| Auschwitz \| \| \| 14.–15. Mai 2008 \| Chemnitz \| Chemnitz \| \| \| 16. Mai 2008 \| Mittweida \| Mittweida \| \| \| 18.–19. Mai 2008 \| Eisenach \| Eisenach \| \| \| 20. Mai 2008 \| Marburg \| Marburg \| \| \| 21. Mai 2008 \| Gießen \| Gießen \| \| \| 29.–30. Mai 2008 \| Gütersloh \| Gütersloh \| \| \| 8. November 2008 \| Oranienburg/Bund der Generationen \| Oranienburg/Bund der Generationen \| \| \| 2.–5. März 2009 \| Bonn \| Bonn \| \| \| 6.–8. März 2009 \| Koblenz \| Koblenz \| \| \| 9.–12. März 2009 \| Mainz \| Mainz \| \| \| 13.–15. März 2009 \| Worms \| Worms \| \| \| 16.–18. März 2009 \| Ludwigshafen am Rhein \| Ludwigshafen am Rhein \| \| \| 19.–21. März 2009 \| Speyer \| Speyer \| \| \| 22.–23. März 2009 \| Baden-Baden \| Baden-Baden \| \| \| 24.–26. März 2009 \| Offenburg \| Offenburg \| \| \| 29. März–1. April 2009 \| Freiburg im Breisgau \| Freiburg im Breisgau \| \| \| 2.–4. April 2009 \| Konstanz \| Konstanz \| \| \| 5.–6. April 2009 \| Biberach an der Riß \| Biberach an der Riß \| \| \| 7.–8. April 2009 \| Laupheim \| Laupheim \| \| \| 20.–22. April 2009 \| Ulm \| Ulm \| \| \| 23.–25. April 2009 \| Augsburg \| Augsburg \| \| \| 26. April 2009 \| Kaufering \| Kaufering \| \| \| 27. April–1. Mai 2009 \| München \| München \| \| \| 4.–6. Mai 2009 \| Regensburg \| Regensburg \| \| \| 7.–9. Mai 2009 \| Nürnberg \| Nürnberg \| \| \| 10. Mai 2009 \| Hersbruck r. Pegn. \| Hersbruck r. Pegn. \| \| \| 11.–12. Mai 2009 \| Fürth \| Fürth \| \| \| 13. Mai 2009 \| Erlangen \| Erlangen \| \| \| 14.–16. Mai 2009 \| Würzburg \| Würzburg \| \| \| 17. Mai 2009 \| Bamberg \| Bamberg \| \| \| 18.–20. Mai 2009 \| Aschaffenburg \| Aschaffenburg \| \| \| 21.–23. Mai 2009 \| Offenbach am Main \| Offenbach am Main \| \| \| 24.–27. Mai 2009 \| Wiesbaden \| Wiesbaden \| \| \| 6.–7. Oktober 2009 \| Zweibrücken \| Zweibrücken \| \| \| 8.–9. Oktober 2009 \| Pirmasens \| Pirmasens \| \| \| 12.–16. Oktober 2009 \| Saarbrücken \| Saarbrücken \| \| \| 19.–21. Oktober 2009 \| Delmenhorst \| Delmenhorst \| \| \| 22.–24. Oktober 2009 \| Oldenburg (Oldenburg) \| Oldenburg (Oldenburg) \| \| \| 26.–28. Oktober 2009 \| Wilhelmshaven \| Wilhelmshaven \| \| \| 29. Oktober–1. November 2009 \| Vechta \| Vechta \| \| \| 2.–3. November 2009 \| Soltau \| Soltau \| \| \| 4.–5. November 2009 \| Walsrode \| Walsrode \| \| \| 6.–7. November 2009 \| Schwarmstedt \| Schwarmstedt \| \| \| 8.–12. November 2009 \| Hannover \| Hannover \| \| \| 13.–14. November 2009 \| Lehrte \| Lehrte \| \| \| 16.–18. November 2009 \| Magdeburg \| Magdeburg \| \| \| 19.–21. November 2009 \| Blankenburg (Harz) \| Blankenburg (Harz) \| \| \| 22.–24. November 2009 \| Dessau \| Dessau \| \| \| 25.–27. November 2009 \| Wittenberg \| Wittenberg \| \| \| 29. November–1. Dezember 2009 \| Cottbus \| Cottbus \| \| \| 2.–5. Dezember 2009 \| Guben \| Guben \| \| \| 30. April – 1. Mai 2010 \| Eisenhüttenstadt \| Eisenhüttenstadt \| \| \| 3.–4. Mai 2010 \| Cybinka (Polen) \| Cybinka (Polen) \| \| \| 5.–7. Mai 2010 \| Frankfurt (Oder) \| Frankfurt (Oder) \| \| \| 8.–10. Mai 2010 \| Berlin-Grunewald \| Berlin-Grunewald \| \| \| 11.–12. Mai 2010 \| Berlin-Spandau \| Berlin-Spandau \| \| \| 17.–19. Mai 2010 \| Berlin-Schöneweide \| Berlin-Schöneweide \| \| \| 20.–21. Mai 2010 \| Berlin-Friedrichstraße \| Berlin-Friedrichstraße \| \| \| 10.–12. März 2011 \| Mönchengladbach \| Mönchengladbach \| \| \| 13.–15. März 2011 \| Viersen \| Viersen \| \| \| 16.–17. März 2011 \| Grevenbroich \| Grevenbroich \| \| \| 18.–19. März 2011 \| Neuss \| Neuss \| \| \| 20.–22. März 2011 \| Krefeld \| Krefeld \| \| \| 23.–24. März 2011 \| Heinsberg \| Heinsberg \| \| \| 25.–26. März 2011 \| Geilenkirchen \| Geilenkirchen \| \| \| 27.–29. März 2011 \| Herzogenrath \| Herzogenrath \| \| \| 30.–31. März 2011 \| Stolberg \| Stolberg \| \| \| 1.–2. April 2011 \| Düren \| Düren \| \| \| 3.–6. April 2011 \| Aachen \| Aachen \| \| \| 7. April 2011 \| Schleiden \| Schleiden \| \| \| 8. April 2011 \| Hellenthal \| Hellenthal \| \| \| 10.–12. Oktober 2011 \| Düsseldorf \| Düsseldorf \| \| \| 14.–16. Oktober 2012 \| Landau (Pfalz) \| Landau (Pfalz) \| \| \| 17.–18. Oktober 2012 \| Germersheim \| Germersheim \| \| \| 19.–20. Oktober 2012 \| Schifferstadt \| Schifferstadt \| \| \| 22.–24. Oktober 2012 \| Neustadt (Weinstraße) \| Neustadt (Weinstraße) \| \| \| 25.–27. Oktober 2012 \| Haßloch \| Haßloch \| \| \| 29.–31. Oktober 2012 \| Pirmasens Nord \| Pirmasens Nord \| \| \| 29. Mai 2013 \| Braunschweig \| Braunschweig \| \| \| 30. Mai 2013 \| Wolfsburg \| Wolfsburg \| \| \| 31. Mai 2013 \| Wittenberge \| Wittenberge \| \| \| 1.–2. Juni 2013 \| Berlin-Ostbahnhof \| Berlin-Ostbahnhof \| \| \| 3. Juni 2013 \| Berlin-Spandau \| Berlin-Spandau \| \| \| 3. Juni 2013 \| Berlin-Friedrichstraße \| Berlin-Friedrichstraße \| \| \| 5. Juni 2013 \| Frankfurt (Oder) \| Frankfurt (Oder) \| \| \| 6. Juni 2013 \| Magdeburg \| Magdeburg \| \| \| 7. Juni 2013 \| Hannover \| Hannover \| \| \| 10.–12. Juni 2013 \| Dortmund \| Dortmund \| |                               |                                   |                                   |
| | 27. Januar 2007               | Würzburg/Schweinfurt              | Würzburg/Schweinfurt              |
| U-Bahn-Haltepunkt / Haltestelle | 8. November 2007              | Frankfurt am Main                 | Frankfurt am Main                 |
| U-Bahn-Haltepunkt / Haltestelle | 9. November 2007              | Frankfurt-Mainkai                 | Frankfurt-Mainkai                 |
| U-Bahn-Haltepunkt / Haltestelle | 9.–13. November 2007          | Darmstadt                         | Darmstadt                         |
| U-Bahn-Haltepunkt / Haltestelle | 14.–17. November 2007         | Mannheim                          | Mannheim                          |
| U-Bahn-Haltepunkt / Haltestelle | 18.–20. November 2007         | Karlsruhe                         | Karlsruhe                         |
| U-Bahn-Haltepunkt / Haltestelle | 21. November 2007             | Ettlingen                         | Ettlingen                         |
| U-Bahn-Haltepunkt / Haltestelle | 22. November 2007             | Vaihingen an der Enz              | Vaihingen an der Enz              |
| U-Bahn-Haltepunkt / Haltestelle | 22.–24. November 2007         | Stuttgart                         | Stuttgart                         |
| U-Bahn-Haltepunkt / Haltestelle | 25.–27. November 2007         | Tübingen                          | Tübingen                          |
| U-Bahn-Haltepunkt / Haltestelle | 29. November 2007             | Mühlacker                         | Mühlacker                         |
| U-Bahn-Haltepunkt / Haltestelle | 3.–4. Dezember 2007           | Kaiserslautern                    | Kaiserslautern                    |
| U-Bahn-Haltepunkt / Haltestelle | 5.–8. Dezember 2007           | Saarbrücken                       | Saarbrücken                       |
| U-Bahn-Haltepunkt / Haltestelle | 9.–11. Dezember 2007          | Fulda                             | Fulda                             |
| U-Bahn-Haltepunkt / Haltestelle | 12. Dezember 2007             | Hann. Münden                      | Hann. Münden                      |
| U-Bahn-Haltepunkt / Haltestelle | 13.–16. Dezember 2007         | Göttingen                         | Göttingen                         |
| U-Bahn-Haltepunkt / Haltestelle | 17.–18. Dezember 2007         | Kassel                            | Kassel                            |
| U-Bahn-Haltepunkt / Haltestelle | 7.–11. Januar 2008            | Hannover                          | Hannover                          |
| U-Bahn-Haltepunkt / Haltestelle | 12.–13. Januar 2008           | Lehrte                            | Lehrte                            |
| U-Bahn-Haltepunkt / Haltestelle | 14.–15. Januar 2008           | Braunschweig (1)                  | Braunschweig (1)                  |
| U-Bahn-Haltepunkt / Haltestelle | 16. und 18.–19. Januar 2008   | Halle (Saale)                     | Halle (Saale)                     |
| U-Bahn-Haltepunkt / Haltestelle | 17. Januar 2008               | Bernburg                          | Bernburg                          |
| U-Bahn-Haltepunkt / Haltestelle | 20.–22. Januar 2008           | Gotha                             | Gotha                             |
| U-Bahn-Haltepunkt / Haltestelle | 23.–25. Januar 2008           | Erfurt                            | Erfurt                            |
| U-Bahn-Haltepunkt / Haltestelle | 26.–28. Januar 2008           | Weimar                            | Weimar                            |
| U-Bahn-Haltepunkt / Haltestelle | 28. Januar 2008               | Apolda                            | Apolda                            |
| U-Bahn-Haltepunkt / Haltestelle | 29.–31. Januar 2008           | Leipzig                           | Leipzig                           |
| U-Bahn-Haltepunkt / Haltestelle | 1.–3. Februar 2008            | Braunschweig (2)                  | Braunschweig (2)                  |
| U-Bahn-Haltepunkt / Haltestelle | 5.–6. Februar 2008            | Hildesheim                        | Hildesheim                        |
| U-Bahn-Haltepunkt / Haltestelle | 7.–9. Februar 2008            | Osnabrück                         | Osnabrück                         |
| U-Bahn-Haltepunkt / Haltestelle | 10.–13. Februar 2008          | Dortmund                          | Dortmund                          |
| U-Bahn-Haltepunkt / Haltestelle | 14.–16. Februar 2008          | Bochum                            | Bochum                            |
| U-Bahn-Haltepunkt / Haltestelle | 17.–18. Februar 2008          | Gelsenkirchen                     | Gelsenkirchen                     |
| U-Bahn-Haltepunkt / Haltestelle | 19.–21. Februar 2008          | Duisburg                          | Duisburg                          |
| U-Bahn-Haltepunkt / Haltestelle | 22.–23. Februar 2008          | Essen                             | Essen                             |
| U-Bahn-Haltepunkt / Haltestelle | 24.–25. Februar 2008          | Hagen                             | Hagen                             |
| U-Bahn-Haltepunkt / Haltestelle | 26.–28. Februar 2008          | Wuppertal                         | Wuppertal                         |
| U-Bahn-Haltepunkt / Haltestelle | 29. Februar–1. März 2008      | Leverkusen-Opladen                | Leverkusen-Opladen                |
| U-Bahn-Haltepunkt / Haltestelle | 2.–4. März 2008               | Aachen                            | Aachen                            |
| U-Bahn-Haltepunkt / Haltestelle | 5.–6. März 2008               | Siegen                            | Siegen                            |
| U-Bahn-Haltepunkt / Haltestelle | 7.–8. März 2008               | Wiehl                             | Wiehl                             |
| U-Bahn-Haltepunkt / Haltestelle | 9.–12. März 2008              | Düsseldorf                        | Düsseldorf                        |
| U-Bahn-Haltepunkt / Haltestelle | 13.–15. März 2008             | Köln                              | Köln                              |
| U-Bahn-Haltepunkt / Haltestelle | 24. März 2008                 | Hamburg Hauptbahnhof              | Hamburg Hauptbahnhof              |
| U-Bahn-Haltepunkt / Haltestelle | 25.–29. März 2008             | Hamburg-Altona                    | Hamburg-Altona                    |
| U-Bahn-Haltepunkt / Haltestelle | 30.–31. März 2008             | Lüneburg                          | Lüneburg                          |
| U-Bahn-Haltepunkt / Haltestelle | 1. April 2008                 | Bremen                            | Bremen                            |
| U-Bahn-Haltepunkt / Haltestelle | 2.–3. April 2008              | Nordenham                         | Nordenham                         |
| U-Bahn-Haltepunkt / Haltestelle | 4.–5. April 2008              | Cuxhaven                          | Cuxhaven                          |
| U-Bahn-Haltepunkt / Haltestelle | 6. April 2008                 | Rotenburg (Wümme)                 | Rotenburg (Wümme)                 |
| U-Bahn-Haltepunkt / Haltestelle | 7.–9. April 2008              | Kiel                              | Kiel                              |
| U-Bahn-Haltepunkt / Haltestelle | 10.–11. April 2008            | Rathenow                          | Rathenow                          |
| U-Bahn-Haltepunkt / Haltestelle | 13.–14. April 2008            | Berlin-Ostbahnhof                 | Berlin-Ostbahnhof                 |
| U-Bahn-Haltepunkt / Haltestelle | 15.–16. April 2008            | Berlin-Lichtenberg                | Berlin-Lichtenberg                |
| U-Bahn-Haltepunkt / Haltestelle | 17.–18. April 2008            | Berlin-Schöneweide                | Berlin-Schöneweide                |
| U-Bahn-Haltepunkt / Haltestelle | 19.–20. April 2008            | Berlin-Westhafen                  | Berlin-Westhafen                  |
| U-Bahn-Haltepunkt / Haltestelle | 21.–22. April 2008            | Berlin-Grunewald                  | Berlin-Grunewald                  |
| U-Bahn-Haltepunkt / Haltestelle | 23.–24. April 2008            | Brandenburg an der Havel          | Brandenburg an der Havel          |
| U-Bahn-Haltepunkt / Haltestelle | 25.–26. April 2008            | Potsdam                           | Potsdam                           |
| U-Bahn-Haltepunkt / Haltestelle | 27. April 2008                | Cottbus                           | Cottbus                           |
| U-Bahn-Haltepunkt / Haltestelle | 28. April–1. Mai 2008         | Dresden                           | Dresden                           |
| U-Bahn-Haltepunkt / Haltestelle | 2.–3. Mai 2008                | Bautzen                           | Bautzen                           |
| U-Bahn-Haltepunkt / Haltestelle | 4.–6. Mai 2008                | Görlitz                           | Görlitz                           |
| U-Bahn-Haltepunkt / Haltestelle | 7. Mai 2008                   | Zgorzelec (Görlitz)               | Zgorzelec (Görlitz)               |
| U-Bahn-Haltepunkt / Haltestelle | 7. Mai 2008                   | Wrocław (Breslau)                 | Wrocław (Breslau)                 |
| U-Bahn-Haltepunkt / Haltestelle | 8.–9. Mai 2008                | Auschwitz                         | Auschwitz                         |
| U-Bahn-Haltepunkt / Haltestelle | 14.–15. Mai 2008              | Chemnitz                          | Chemnitz                          |
| U-Bahn-Haltepunkt / Haltestelle | 16. Mai 2008                  | Mittweida                         | Mittweida                         |
| U-Bahn-Haltepunkt / Haltestelle | 18.–19. Mai 2008              | Eisenach                          | Eisenach                          |
| U-Bahn-Haltepunkt / Haltestelle | 20. Mai 2008                  | Marburg                           | Marburg                           |
| U-Bahn-Haltepunkt / Haltestelle | 21. Mai 2008                  | Gießen                            | Gießen                            |
| U-Bahn-Haltepunkt / Haltestelle | 29.–30. Mai 2008              | Gütersloh                         | Gütersloh                         |
| U-Bahn-Haltepunkt / Haltestelle | 8. November 2008              | Oranienburg/Bund der Generationen | Oranienburg/Bund der Generationen |
| U-Bahn-Haltepunkt / Haltestelle | 2.–5. März 2009               | Bonn                              | Bonn                              |
| U-Bahn-Haltepunkt / Haltestelle | 6.–8. März 2009               | Koblenz                           | Koblenz                           |
| U-Bahn-Haltepunkt / Haltestelle | 9.–12. März 2009              | Mainz                             | Mainz                             |
| U-Bahn-Haltepunkt / Haltestelle | 13.–15. März 2009             | Worms                             | Worms                             |
| U-Bahn-Haltepunkt / Haltestelle | 16.–18. März 2009             | Ludwigshafen am Rhein             | Ludwigshafen am Rhein             |
| U-Bahn-Haltepunkt / Haltestelle | 19.–21. März 2009             | Speyer                            | Speyer                            |
| U-Bahn-Haltepunkt / Haltestelle | 22.–23. März 2009             | Baden-Baden                       | Baden-Baden                       |
| U-Bahn-Haltepunkt / Haltestelle | 24.–26. März 2009             | Offenburg                         | Offenburg                         |
| U-Bahn-Haltepunkt / Haltestelle | 29. März–1. April 2009        | Freiburg im Breisgau              | Freiburg im Breisgau              |
| U-Bahn-Haltepunkt / Haltestelle | 2.–4. April 2009              | Konstanz                          | Konstanz                          |
| U-Bahn-Haltepunkt / Haltestelle | 5.–6. April 2009              | Biberach an der Riß               | Biberach an der Riß               |
| U-Bahn-Haltepunkt / Haltestelle | 7.–8. April 2009              | Laupheim                          | Laupheim                          |
| U-Bahn-Haltepunkt / Haltestelle | 20.–22. April 2009            | Ulm                               | Ulm                               |
| U-Bahn-Haltepunkt / Haltestelle | 23.–25. April 2009            | Augsburg                          | Augsburg                          |
| U-Bahn-Haltepunkt / Haltestelle | 26. April 2009                | Kaufering                         | Kaufering                         |
| U-Bahn-Haltepunkt / Haltestelle | 27. April–1. Mai 2009         | München                           | München                           |
| U-Bahn-Haltepunkt / Haltestelle | 4.–6. Mai 2009                | Regensburg                        | Regensburg                        |
| U-Bahn-Haltepunkt / Haltestelle | 7.–9. Mai 2009                | Nürnberg                          | Nürnberg                          |
| U-Bahn-Haltepunkt / Haltestelle | 10. Mai 2009                  | Hersbruck r. Pegn.                | Hersbruck r. Pegn.                |
| U-Bahn-Haltepunkt / Haltestelle | 11.–12. Mai 2009              | Fürth                             | Fürth                             |
| U-Bahn-Haltepunkt / Haltestelle | 13. Mai 2009                  | Erlangen                          | Erlangen                          |
| U-Bahn-Haltepunkt / Haltestelle | 14.–16. Mai 2009              | Würzburg                          | Würzburg                          |
| U-Bahn-Haltepunkt / Haltestelle | 17. Mai 2009                  | Bamberg                           | Bamberg                           |
| U-Bahn-Haltepunkt / Haltestelle | 18.–20. Mai 2009              | Aschaffenburg                     | Aschaffenburg                     |
| U-Bahn-Haltepunkt / Haltestelle | 21.–23. Mai 2009              | Offenbach am Main                 | Offenbach am Main                 |
| U-Bahn-Haltepunkt / Haltestelle | 24.–27. Mai 2009              | Wiesbaden                         | Wiesbaden                         |
| U-Bahn-Haltepunkt / Haltestelle | 6.–7. Oktober 2009            | Zweibrücken                       | Zweibrücken                       |
| U-Bahn-Haltepunkt / Haltestelle | 8.–9. Oktober 2009            | Pirmasens                         | Pirmasens                         |
| U-Bahn-Haltepunkt / Haltestelle | 12.–16. Oktober 2009          | Saarbrücken                       | Saarbrücken                       |
| U-Bahn-Haltepunkt / Haltestelle | 19.–21. Oktober 2009          | Delmenhorst                       | Delmenhorst                       |
| U-Bahn-Haltepunkt / Haltestelle | 22.–24. Oktober 2009          | Oldenburg (Oldenburg)             | Oldenburg (Oldenburg)             |
| U-Bahn-Haltepunkt / Haltestelle | 26.–28. Oktober 2009          | Wilhelmshaven                     | Wilhelmshaven                     |
| U-Bahn-Haltepunkt / Haltestelle | 29. Oktober–1. November 2009  | Vechta                            | Vechta                            |
| U-Bahn-Haltepunkt / Haltestelle | 2.–3. November 2009           | Soltau                            | Soltau                            |
| U-Bahn-Haltepunkt / Haltestelle | 4.–5. November 2009           | Walsrode                          | Walsrode                          |
| U-Bahn-Haltepunkt / Haltestelle | 6.–7. November 2009           | Schwarmstedt                      | Schwarmstedt                      |
| U-Bahn-Haltepunkt / Haltestelle | 8.–12. November 2009          | Hannover                          | Hannover                          |
| U-Bahn-Haltepunkt / Haltestelle | 13.–14. November 2009         | Lehrte                            | Lehrte                            |
| U-Bahn-Haltepunkt / Haltestelle | 16.–18. November 2009         | Magdeburg                         | Magdeburg                         |
| U-Bahn-Haltepunkt / Haltestelle | 19.–21. November 2009         | Blankenburg (Harz)                | Blankenburg (Harz)                |
| U-Bahn-Haltepunkt / Haltestelle | 22.–24. November 2009         | Dessau                            | Dessau                            |
| U-Bahn-Haltepunkt / Haltestelle | 25.–27. November 2009         | Wittenberg                        | Wittenberg                        |
| U-Bahn-Haltepunkt / Haltestelle | 29. November–1. Dezember 2009 | Cottbus                           | Cottbus                           |
| U-Bahn-Haltepunkt / Haltestelle | 2.–5. Dezember 2009           | Guben                             | Guben                             |
| U-Bahn-Haltepunkt / Haltestelle | 30. April – 1. Mai 2010       | Eisenhüttenstadt                  | Eisenhüttenstadt                  |
| U-Bahn-Haltepunkt / Haltestelle | 3.–4. Mai 2010                | Cybinka (Polen)                   | Cybinka (Polen)                   |
| U-Bahn-Haltepunkt / Haltestelle | 5.–7. Mai 2010                | Frankfurt (Oder)                  | Frankfurt (Oder)                  |
| U-Bahn-Haltepunkt / Haltestelle | 8.–10. Mai 2010               | Berlin-Grunewald                  | Berlin-Grunewald                  |
| U-Bahn-Haltepunkt / Haltestelle | 11.–12. Mai 2010              | Berlin-Spandau                    | Berlin-Spandau                    |
| U-Bahn-Haltepunkt / Haltestelle | 17.–19. Mai 2010              | Berlin-Schöneweide                | Berlin-Schöneweide                |
| U-Bahn-Haltepunkt / Haltestelle | 20.–21. Mai 2010              | Berlin-Friedrichstraße            | Berlin-Friedrichstraße            |
| U-Bahn-Haltepunkt / Haltestelle | 10.–12. März 2011             | Mönchengladbach                   | Mönchengladbach                   |
| U-Bahn-Haltepunkt / Haltestelle | 13.–15. März 2011             | Viersen                           | Viersen                           |
| U-Bahn-Haltepunkt / Haltestelle | 16.–17. März 2011             | Grevenbroich                      | Grevenbroich                      |
| U-Bahn-Haltepunkt / Haltestelle | 18.–19. März 2011             | Neuss                             | Neuss                             |
| U-Bahn-Haltepunkt / Haltestelle | 20.–22. März 2011             | Krefeld                           | Krefeld                           |
| U-Bahn-Haltepunkt / Haltestelle | 23.–24. März 2011             | Heinsberg                         | Heinsberg                         |
| U-Bahn-Haltepunkt / Haltestelle | 25.–26. März 2011             | Geilenkirchen                     | Geilenkirchen                     |
| U-Bahn-Haltepunkt / Haltestelle | 27.–29. März 2011             | Herzogenrath                      | Herzogenrath                      |
| U-Bahn-Haltepunkt / Haltestelle | 30.–31. März 2011             | Stolberg                          | Stolberg                          |
| U-Bahn-Haltepunkt / Haltestelle | 1.–2. April 2011              | Düren                             | Düren                             |
| U-Bahn-Haltepunkt / Haltestelle | 3.–6. April 2011              | Aachen                            | Aachen                            |
| U-Bahn-Haltepunkt / Haltestelle | 7. April 2011                 | Schleiden                         | Schleiden                         |
| U-Bahn-Haltepunkt / Haltestelle | 8. April 2011                 | Hellenthal                        | Hellenthal                        |
| U-Bahn-Haltepunkt / Haltestelle | 10.–12. Oktober 2011          | Düsseldorf                        | Düsseldorf                        |
| U-Bahn-Haltepunkt / Haltestelle | 14.–16. Oktober 2012          | Landau (Pfalz)                    | Landau (Pfalz)                    |
| U-Bahn-Haltepunkt / Haltestelle | 17.–18. Oktober 2012          | Germersheim                       | Germersheim                       |
| U-Bahn-Haltepunkt / Haltestelle | 19.–20. Oktober 2012          | Schifferstadt                     | Schifferstadt                     |
| U-Bahn-Haltepunkt / Haltestelle | 22.–24. Oktober 2012          | Neustadt (Weinstraße)             | Neustadt (Weinstraße)             |
| U-Bahn-Haltepunkt / Haltestelle | 25.–27. Oktober 2012          | Haßloch                           | Haßloch                           |
| U-Bahn-Haltepunkt / Haltestelle | 29.–31. Oktober 2012          | Pirmasens Nord                    | Pirmasens Nord                    |
| U-Bahn-Haltepunkt / Haltestelle | 29. Mai 2013                  | Braunschweig                      | Braunschweig                      |
| U-Bahn-Haltepunkt / Haltestelle | 30. Mai 2013                  | Wolfsburg                         | Wolfsburg                         |
| U-Bahn-Haltepunkt / Haltestelle | 31. Mai 2013                  | Wittenberge                       | Wittenberge                       |
| U-Bahn-Haltepunkt / Haltestelle | 1.–2. Juni 2013               | Berlin-Ostbahnhof                 | Berlin-Ostbahnhof                 |
| U-Bahn-Haltepunkt / Haltestelle | 3. Juni 2013                  | Berlin-Spandau                    | Berlin-Spandau                    |
| U-Bahn-Haltepunkt / Haltestelle | 3. Juni 2013                  | Berlin-Friedrichstraße            | Berlin-Friedrichstraße            |
| U-Bahn-Haltepunkt / Haltestelle | 5. Juni 2013                  | Frankfurt (Oder)                  | Frankfurt (Oder)                  |
| U-Bahn-Haltepunkt / Haltestelle | 6. Juni 2013                  | Magdeburg                         | Magdeburg                         |
| U-Bahn-Haltepunkt / Haltestelle | 7. Juni 2013                  | Hannover                          | Hannover                          |
| | 10.–12. Juni 2013             | Dortmund                          | Dortmund                          |

## Auseinandersetzungen mit der Deutschen Bahn
Zwischen dem Trägerverein des Zugs der Erinnerung und der Deutschen Bahn entwickelte sich Anfang 2008 ein zunehmender Streit über die rollende Ausstellung.

### Trassen- und Stationspreise

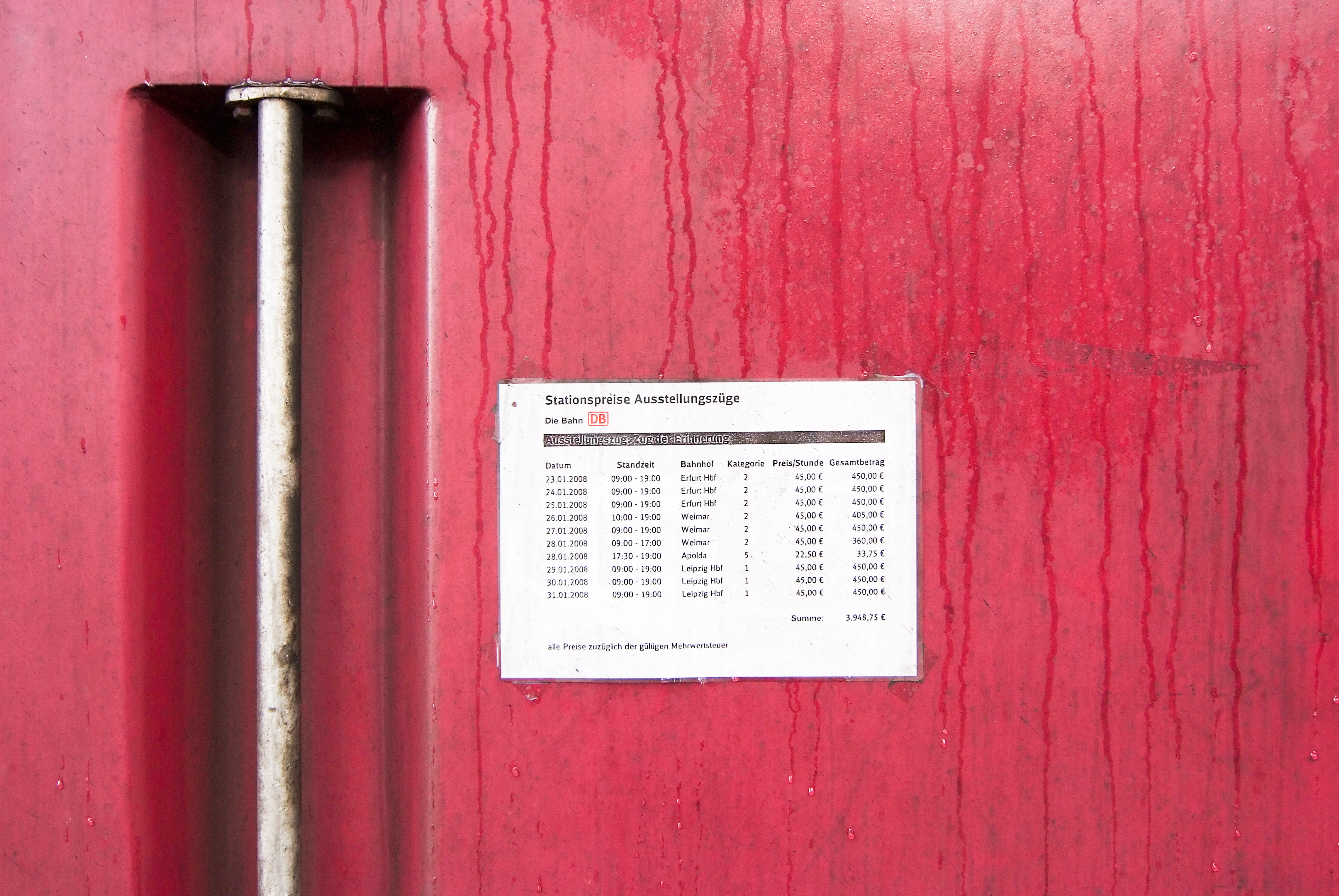
Schild mit den Stationspreisen der DB für den Zug

Der Verein wandte sich bereits im Oktober 2007 an das Bundesverkehrsministerium mit der Bitte um Freistellung oder Übernahme der Trassengebühren und sonstigen Entgelte, welche die Deutsche Bahn berechnen würde. Das Ministerium lehnte dies aufgrund der wirtschaftlichen Eigenverantwortlichkeit der Bahnunternehmen sowie fehlender Haushaltsermächtigung ab und erteilte auch der Verwendung von Haushaltsmitteln des Bundes prinzipiell eine Absage. Es stellte jedoch 15.000 Euro für den Aufenthalt des Zuges in Berlin zur Verfügung, wobei dieser Betrag auf Berechnungen der Organisatoren fußt. Die Stadt Berlin hatte 8.000 Euro zur Verfügung gestellt.
Zwischen November 2007 bis Januar 2008 berechnete die Deutsche Bahn Trassenentgelte in Höhe von 6.549 Euro, 20.818 Euro an Stationsentgelten sowie 507 Euro an Nebenkosten für Strom und Wasser. Bis September 2012 zahlte der Verein nach eigenen Angaben insgesamt über 200.000 Euro an die DB AG.
Die Organisatoren kritisierten die fehlende Bereitschaft der Deutschen Bahn, auf die Erhebung von Trassen- und Stationspreisen zu verzichten oder – falls das nicht möglich sei – durch Spenden auszugleichen. Das Unternehmen sollte sich der geschichtlichen Verantwortung der Deutschen Bahn stellen und sich daran erinnern, wie viel Profit die Bahn aus Deportationen während der NS-Zeit geschlagen habe. Nach Angaben des Trägervereins summierten sich die zu erwartenden Entgelte über die gesamte Reise auf mehr als 150.000 Euro. Die Deutsche Bahn verwies auf die geltende Rechtslage, welche eine Gleichbehandlung aller Eisenbahnverkehrsunternehmen vorschreibt und daher eine Nicht-Erhebung von Trassengebühren und weiteren Entgelten nicht zuließ. Im Frühjahr 2008 sprach sich der Aufsichtsrat der Deutschen Bahn AG dafür aus, 100.000 Euro an eine internationale jüdische Organisation zu spenden.
Anfang Juli 2009 spendete das Unternehmen 175.000 Euro an die Stiftung „Erinnerung, Verantwortung und Zukunft“.

### Gutachten über die Einnahmen der „Deutschen Reichsbahn“ bei den NS-Massendeportationstransporten
Im November 2009 veröffentlichte der Trägerverein ein Gutachten über Einnahmen der Deutschen Reichsbahn bei den NS-Massendeportationen. Demnach ließ sich die Reichsbahn die Verschleppungen mit etwa 445 Millionen Euro heutiger Währung bezahlen. Inklusive Zinsen seien seit 1945 mehr als 2 Milliarden Euro aufgelaufen.
Der Verein forderte die DB AG auf, einen hohen Betrag für die Überlebenden der Deportationen zur Verfügung zu stellen. Das Unternehmen wiederholte, dass es nicht Rechtsnachfolger der Reichsbahn sei und deswegen förmliche Verpflichtungen ablehne.
Im April 2012 meldeten mehrere Medien, dass sich die Deutsche Bahn AG auf gerichtliche Forderungen nach Restitution einstelle und deswegen in den USA juristische Vorkehrungen treffe. Auch eine PR-Agentur sei in den USA beauftragt worden, um Klagen abzuwehren. Klagevorhaben in Europa stützen sich auf das Gutachten des Zug der Erinnerung e. V.

### Halte in Berlin

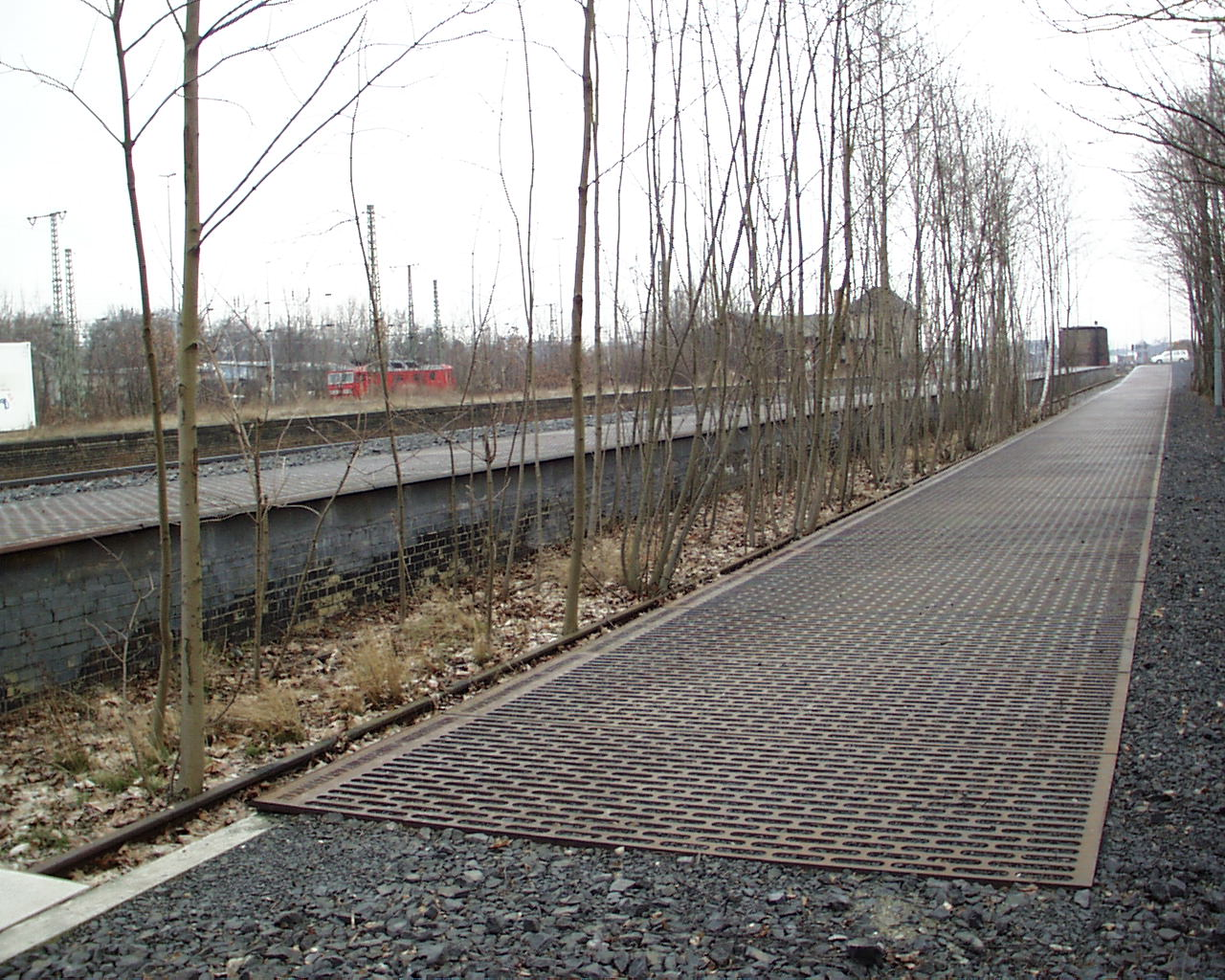
Bewuchs im westlichen Teil des Gleises 17, Februar 2000

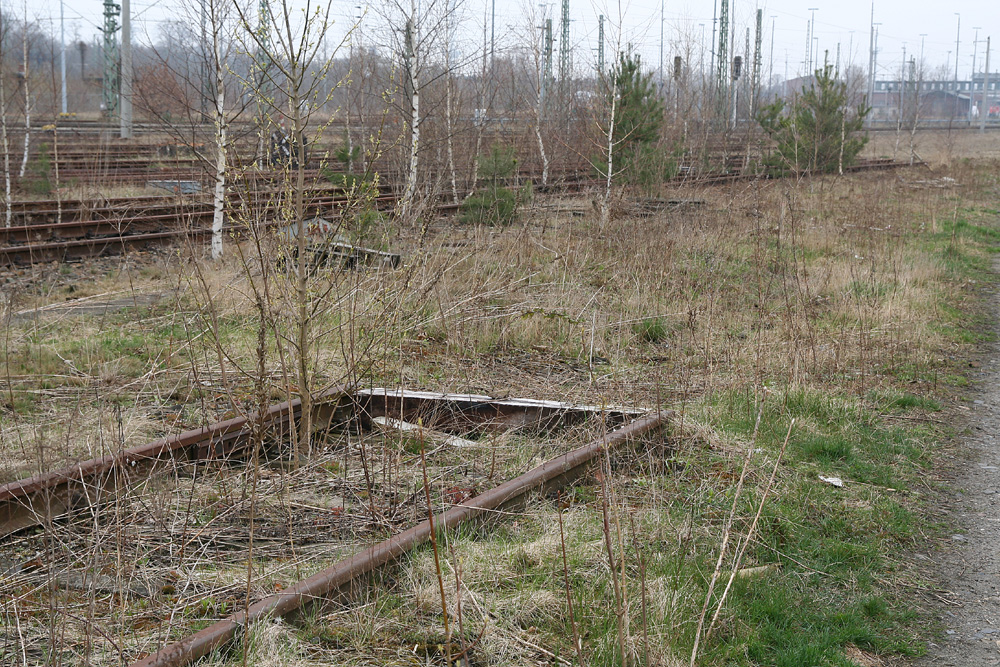
Der zurückgebaute Zugang zu Gleis 17, das nicht mehr an das Schienennetz der Deutschen Bahn angeschlossen ist

Heftige Kritik an der Deutschen Bahn kam auch auf, als diese es mit Hinweis auf „betriebstechnische Gründe“ ablehnte, den Zug der Erinnerung im Bahnhof Berlin-Grunewald und im Berliner Hauptbahnhof halten zu lassen. So bezeichnete der Berliner Kulturstaatssekretär André Schmitz das Verhalten der Deutschen Bahn gegenüber der Initiative als „absolut unverständlich, peinlich und provinziell“. Das Verhalten der Deutschen Bahn schadete seiner Meinung nach „nicht nur dem Ansehen des Unternehmens, sondern auch den Bemühungen Berlins, sich seiner Geschichte als Machtzentrum des NS-Regimes zu stellen“. Berlins damaliger Regierender Bürgermeister Klaus Wowereit hob hervor, dass die Juden Berlins von den Nationalsozialisten systematisch in die Vernichtungslager gebracht worden waren, „und zwar mit der Eisenbahn“. Deshalb müsse es möglich sein, dass ein verdienstvolles Gedenkprojekt „jede Form von Unterstützung erfährt“.
Als Reaktion auf die Kritik, den Zug nicht am Mahnmal Gleis 17 am Bahnhof Berlin-Grunewald einfahren zu lassen, verwies die Bahn darauf, dass das Gleis nach Umbauten im Bahnhof nicht mehr befahrbar sei. Alternativ schlug die Bahn einen Aufenthalt am S-Bahn-Bahnhof Grunewald vor. Nach Ansicht der Bahn leitete die Initiative aus „unleugbaren Fakten böse Absichten“ ab. Das Unternehmen habe aber auch Halte in Lichtenberg, Gesundbrunnen, Westhafen, Südkreuz, Charlottenburg und Schöneweide angeboten. In der westlichen Hälfte des „Gleis 17“ wachsen heute Sträucher und Bäume. Die Zufahrt des Gleises (im Westen) ist nach einem teilweisen Rückbau des Bahnhofs nicht mehr möglich (52° 29′ 20,2″ N, 13° 15′ 52,2″ O).
Die Bundesnetzagentur bestätigte am 10. April 2008, aus eisenbahnrechtlicher Sicht, die Begründung der Deutschen Bahn. Gleichzeitig appellierte der Präsident der Behörde, Matthias Kurth, an den Vorstand der Deutschen Bahn, den Halt des Zuges am Hauptbahnhof zu ermöglichen. In einem Brief an den Vorstandsvorsitzenden der Deutschen Bahn, Hartmut Mehdorn, betonte Bundesverkehrsminister Wolfgang Tiefensee Mitte April 2008, das Unternehmen habe sich mit seiner bisherigen Haltung „weitgehend isoliert“; das Ansehen des Unternehmens drohe damit Schaden zu nehmen. Er forderte Mehdorn auf, seine Haltung zu revidieren und die Trassenpreise an den Verein zu spenden.
Am 13. April fuhr der Zug am Ostbahnhof ein. Als weitere Stationen in Berlin waren Lichtenberg, Schöneweide, Westhafen und Grunewald geplant.

## Deportations-Mahnmale
Weitere Deportations-Mahnmale im (ehemaligen) Deutschland im Kontext von Bahnhöfen:
- Berlin – Mahnmal Gleis 17, Bahnhof Berlin-Grunewald
- Darmstadt – Denkzeichen Güterbahnhof
- Hamburg – Denk-Mal Güterwagen, Hamburg-Winterhude
- Köln – Bahnhof Köln Messe/Deutz
- Stuttgart – Gedenkstätte am Nordbahnhof
- Wien – Aspangbahnhof
- Wiesbaden – Deportationsmahnmal Schlachthoframpe